# 22. август
22. август (22.08) је 234. дан у години по грегоријанском календару (235. у преступној години) До краја године има још 131 дана.

## Догађаји
- 1138 — Енглези су поразили шкотског краља Давида I у бици застава у Јоркширу.
- 1485 — Енглески краљ Ричард III је погинуо у бици код Босворта, чиме је окончан Рат ружа и на престо дошао Хенри VII из нове династије Тјудор.
- 1567 — Шпански војвода од Албе Фернандо Алварес де Толедо почео, као војни намесник Низоземске, владавину познату као „Албин терор“, чиме је распламсао ослободилачки рат, окончан ослобађањем од Шпаније и оснивањем Низоземске републике.
- 1642 — У Енглеској почео грађански рат присталица круне и Парламента после изјаве краља Чарлса I Стјуарта да су чланови Парламента издајници.
- 1777 — Бенедикт Арнолд је искористио варку да убеди Британце да пристиже много веће америчка војска, што их је приморало да напусте опсаду Форт Стенвикса.
- 1791 — Избила је побуна робова у француској колонији Сан Доминго, чиме је почела Хаићанска револуција.
- 1859 — Због ратних неуспеха, финансијског слома и полицијског насиља у свим крајевима Аустријског царства цар Франц Јозеф сменио министра унутрашњих послова Александра Баха, познатог по спровођењу апсолутистичке и централистичке политике, „Баховог апсолутизма“.
- 1864 — Представници 22 државе потписали су у Прву женевску конвенцију.
- 1878 — Српски кнез Милан Обреновић издао је указ о оснивању Војног музеја у Београду. По старом календару 10.августа 1878.године.
- 1910 — Јапан је потписивањем Јапанско-корејског споразума из 1910. анектирао Кореју после пет година протектората над том земљом.
- 1914 — Аустроугарска је у Првом светском рату објавила рат Белгији.
- 1941 — Немачке трупе у Другом светском рату почеле опсаду Лењинграда. Битка за град окончана у фебруару 1944. победом Црвене армије. Током опсаде погинуло или умрло од глади 620.000 становника Лењинграда.
- 1941 — Из затвора у Сремској Митровици побегла су 32 политичка затвореника, већином чланова КПЈ.
- 1942 — Бразил је објавио рат силама Осовине.
- 1964 — Црнци су добили право гласа у Јужноафричкој Републици.
- 1971 — Председника Боливије, генерала Хуана Хосеа Тореса Гонзалеза, у војном удару оборио пуковник Уго Бансер Суарес.
- 1991 —
  - Председник Совјетског Савеза Михаил Горбачов укинуо ванредно стање и сменио чланове пучистичког комитета. Министар унутрашњих послова Борис Пуго извршио самоубиство. Председник Русије Борис Јељцин добио допунска пуномоћја од Врховног Совјета Руске Федерације.
  - Пошто је 25. јуна Хрватска прогласила независност од југословенске федерације, председник Хрватске Фрањо Туђман упутио писмени захтев Председништву СФРЈ да се ЈНА повуче у касарне најкасније до 31. августа.
- 1995 — Парламент Етиопије изабрао Негаса Гидаду за шефа државе под новим именом Савезна Демократска Република Етиопија.
- 1996 — Конференција 61 државе у Женеви о разоружању окончана неуспешно пошто је Индија блокирала споразум о свеобухватној забрани нуклеарних проба.

## Рођења
- 1848 — Павле Јуришић - Штурм, генерал српске војске. (прем. 1922)
- 1854 — Милан Обреновић, српски кнез и краљ. (прем. 1901)
- 1862 — Клод Дебиси, француски композитор. (прем. 1918)
- 1874 — Макс Фердинанд Шелер, немачки филозоф. (прем. 1928)
- 1902 — Лени Рифенштал, немачка глумица, редитељка и филмска продуценткиња. (прем. 2003)
- 1904 — Денг Сјаопинг, кинески државник. (прем. 1997)
- 1917 — Већеслав Хољевац, хрватски политичар и загребачки градоначелник (прем. 1970)
- 1920 — Реј Бредбери, амерички књижевник. (прем. 2012)
- 1925 — Михаило Ђурић, српски филозоф и социолог, члан САНУ. (прем. 2011)
- 1925 — Миливој Југин, српски ваздухопловни инжењер, конструктор и публицист. (прем. 2013)
- 1933 — Урош Гловацки, српски глумац.
- 1933 — Силва Кошћина, италијанска глумица. (прем. 1994)
- 1936 — Добрица Ерић, српски књижевник, песник, прозни и драмски писац. (2019)[1]
- 1942 — Мира Адања Полак, српска новинарка и продуценткиња, истраживачица, ауторка и ТВ водитељка.
- 1953 — Бошко Ђорђевић, српски фудбалер.
- 1959 — Роберт Ходел,  немачки слависта, компаратиста, преводилац и инострани члан од 2015. године Српске академије наука и уметности.[2]
- 1963 — Тори Ејмос, америчка музичарка.
- 1964 — Матс Виландер, шведски тенисер.
- 1966 — Џиза, амерички хип-хоп музичар.
- 1967 — Лејн Стејли, амерички музичар, најпознатији као певач групе Alice in Chains. (прем. 2002)
- 1971 — Ричард Армитиџ, енглески глумац.
- 1971 — Војин Ћетковић, српски глумац.
- 1973 — Кристен Виг, америчка глумица, комичарка, сценаристкиња и продуценткиња.
- 1974 — Ивана Петерс, српска музичарка.
- 1975 — Обина Екезије, нигеријски кошаркаш.
- 1982 — Живко Гоцић, српски ватерполиста.
- 1986 — Ендреј Блач, америчко-филипински кошаркаш.
- 1986 — Лејси Харт, америчка порнографска глумица.
- 1987 — Миша Зверев, немачки тенисер руског порекла.
- 1987 — Драгана Косјерина, српска новинарка и ТВ водитељка.
- 1989 — Сеад Шеховић, црногорски кошаркаш.
- 1995 — Дуа Липа, енглеска музичарка.

## Смрти
- 408 — Стилихон, римски војсковођа.
- 1350 — Филип VI Валоа, француски краљ (рођ. отприлике 1293)
- 1485 — Ричард III Јорк, енглески краљ. (рођ. 1452)
- 1883 — Иван Тургењев, руски писац. (рођ. 1818)
- 1942 — Михаил Михајлович Фокин, руски балетски играч, кореограф и педагог. (рођ. 1880)
- 1958 — Роже Мартен ди Гар, француски писац, добитник Нобелове награде за књижевност 1937. (рођ. 1881)
- 1976 — Жуселино Кубичек, бразилски политичар, председник Бразила од 1956 до 1961. године (рођ. 1902)
- 1978 — Џомо Кенијата, председник Кеније. (рођ. 1894)
- 2001 — Фред Хојл, британски астроном и математичар. (рођ. 1915)
- 2010 — Стјепан Бобек, југословенски фудбалски репрезентативац и стручњак. (рођ. 1923)
- 2012 — Шиме Кроња, доајен југословенског новинарства и борац НОБ. (рођ. 1923)

## Празници и дани сећања
- 1864 — Потписана Женевска конвенција о заштити рањеника за време трајања ратних дејстава, која је била увод у оснивање Међународног црвеног крста.
- Српска православна црква данас прославља:
  - Свети апостол Матија
  - Свети мученик Антоније